# Manly Rugby Football Club
Pour les articles homonymes, voir Manly.
Le Manly Rugby Union Football Club (Manly RUFC) est un club de rugby à XV australien, situé à Manly dans la banlieue nord-est de Sydney, en Australie. Le club n’a jamais dominé le rugby de Sydney, mais a remporté le championnat des clubs à sept reprises. 
Le rugby a démarré dans cette région dès les années 1880, mais le club ne fut créé qu’en 1906 de la fusion de Manly Beaches et Manly Districts. Manly Beaches légua son stade au nouveau club et Districts ses couleurs.
Manly a fourni plusieurs internationaux à l’équipe d’Australie, dont George Smith.

## Palmarès
Shute Shield (7) : 1922, 1932, 1942, 1943, 1950, 1983, 1997. 
Finales () :

## Joueurs célèbres

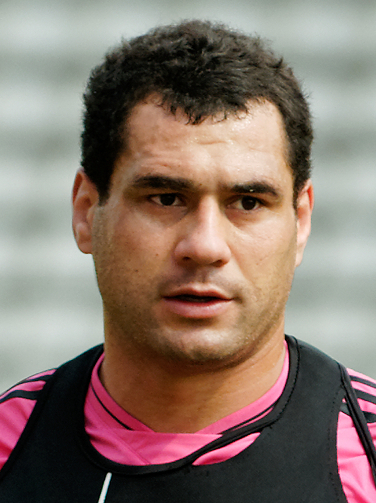
George Smith

Maillot de Manly RUFC

- Philip Fitzgerald
- Peter Fitzsimons
- Nathan Grey
- Peter Hewat
- Viliami Ofahengaue
- George SmithGeorge Smith